# Універсали Української Центральної Ради
Універса́ли Украї́нської Центра́льної Ра́ди — державно-політичні акти, грамоти-прокламації, які видавала Українська Центральна Рада для широкого загалу. Всього УЦР видала 4 Універсали, які визначили етапи створення Української держави — від автономної до самостійної.

## Загальний огляд
| Номер універсалу | Дата прийняття        | Умови |
| ---------------- | --------------------- | --- |
| Перший           | 10 (23) червня 1917   | Декларував проголошення автономії України у складі Росії; визначав, що головним джерелом влади в країні є український народ.                                          |
| Другий           | 3 (16) липня 1917     | Був певним кроком назад, компромісом із Тимчасовим урядом. Проголошував, що остаточно форму автономії України буде вирішено Установчими зборами Росії.                |
| Третій           | 7 (20) листопада 1917 | Проголосив Українську Народну Республіку: Україна не відокремлювалася повністю від Росії, але вся влада належала тільки Центральній Раді та Генеральному Секретаріату |
| Четвертий        | 9 (22) січня 1918     | Декларував незалежність України. УНР проголошувалася «самостійною, ні від кого не залежною, вільною суверенною державою українського народу».                         |

## I Універсал

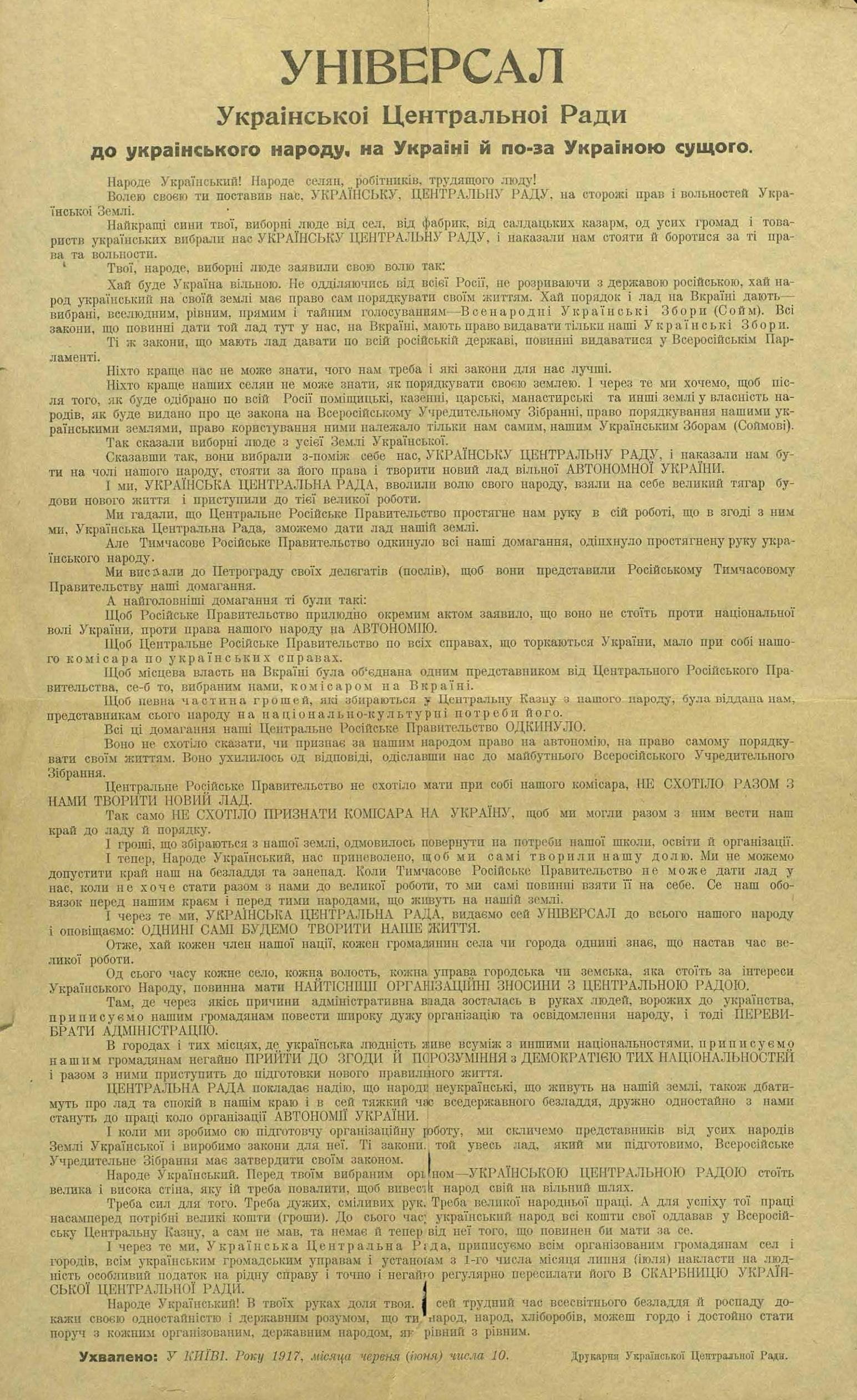
І Універсал УЦР (Документ ЦДАВО України).

10 червня (23 — за новим стилем) 1917 — проголосив автономію України «однині самі будемо творити наше життя». Це була відповідь УЦР Тимчасовому урядові на його негативне ставлення до автономної України. Згідно з І Універсалом, «не одділяючись від всієї Росії… народ український має сам порядкувати своїм життям», а закони повинні бути ухвалені Всенародними Українськими Зборами. Автором І Універсалу був В. Винниченко. Після проголошення автономії 28 червня 1917 створено Генеральний Секретаріат.

### Умови
1. Проголошення автономії України в складі Росії;
2. Джерелом влади в Україні є український народ;
3. Управління України мають здійснювати всенародні українські збори (сейми або парламент);
4. Українські збори приймають закони, і тільки ці закони діють на території України;
5. Висловлювалася надія, що неукраїнські народи, які проживають на території України, разом з українцями будуть будувати автономний устрій.

І Універсал оголошено на другому Всеукраїнському Військовому З'їзді;
Після того, як у травні 1917 року Тимчасовий уряд відмовився надати автономію Україні (навіть не негайно, а в перспективі), Центральна Рада, виходячи з принципу «ні бунту, ні покірності», вирішила ухвалити I Універсал ("До українського народу, на Україні і поза її сущому ").
Враховуючи багатонаціональний склад України, Універсал закликав українських громадян до злагоди і порозуміння.
Українська Центральна Рада брала на себе відповідальність за поточний стан справ у державі, були запроваджені додаткові збори з населення на користь Ради, але не ставилася вимога про припинення платежів у загальноросійський бюджет.
По проголошенні автономії 15 (28) червня 1917, було створено уряд (Генеральний Секретаріат).
У відповідь на І Універсал Тимчасовий уряд 16 (29) червня виступив з відозвою «Громадянам України», в якому запропонувало громадянам українцям розвивати земське і міське самоврядування.

## II Універсал
3 липня (16 — за новим стилем) 1917 — зафіксував наслідки домовленостей між УЦР і Тимчасовим урядом: останній визнавав УЦР і Генеральний Секретаріат як крайовий орган України і водночас Генеральний Секретаріат ставав органом Тимчасового уряду. Зі свого боку, УЦР визнавала Всеросійські установчі збори, а до їх скликання зобов'язувалася не робити самовільних кроків до здійснення автономії України.

### Умови
1. Центральна Рада має поповнитися представниками від інших народів, які живуть в Україні;
2. Поповнена Центральна Рада утворює Генеральний Секретаріат, склад якого затверджує Тимчасовий Уряд;
3. Центральна Рада починає розробку закону про автономічний устрій України, який має бути затверджений установчим збором. До затвердження цього закону, УЦР зобов'язується не здійснювати автономії України;
4. Формування українського війська здійснюється під контролем Тимчасового Уряду.

II Універсал проголошено на сесії Української Центральної Ради…

Рішення I Універсалу в Петрограді були сприйняті із занепокоєнням. Зважаючи на політичну кризу, обумовлену масовими демонстраціями, поразку російської армії на Південно-Західному фронті і, як наслідок, втрату Галичини, Тимчасовий уряд не міг діяти виключно силовими заходами, оскільки на захист Центральної Ради могли стати фронтові українізовані частини і велика частка населення України. Крім того, збройний конфлікт міг призвести до розколу серед політичних сил Росії. У зв'язку з цим Тимчасовий Уряд пішов на переговори з Центральною Радою, для чого 28 червня до Києва вирушила урядова делегація у складі О. Керенського, М. Терещенка та І. Церетелі. У результаті переговорів було досягнуто компромісу. Зокрема, Тимчасовий уряд визнав теоретичну можливість отримання Україною автономії, а Центральна Рада зобов'язувалася самостійно (без рішення Всеросійських Установчих зборів) автономію не вводити; Тимчасовий уряд дозволив створення національних українських військових частин, але при цьому організовуватися вони повинні були з дозволу та під контролем Тимчасового уряду, при цьому українські частини залишалися у складі єдиної російської армії. Ці умови повинні були бути зафіксовані у спеціальній постанові Тимчасового уряду Універсалі Центральної Ради. Досягнутий компроміс викликав у Росії урядову кризу, на знак протесту проти будь-яких поступок українцям троє міністрів-кадетів вийшли з уряду, однак постанову все-таки було прийнято. 3 липня 1917 Тимчасовий Уряд відправив до Києва телеграму з постановою «Про національно-політичне становище України», зміст якого збігався зі змістом підготовленого до оголошення II Універсалом.
У той же день на урочистому засіданні Української Центральної Ради II Універсал був зачитаний (опублікований українською, російською, єврейською та польською мовами). Універсал стверджував, що «ми, Центральна Рада, … завжди стояли за те, щоб не відокремлювати Україну від Росії». Генеральний Секретаріат оголошувався «органом Тимчасового уряду», його склад затверджує Тимчасовий Уряд. Визнавалася необхідність поповнення Ради представниками інших національностей, що проживають на території України. За військового питання приймалася можливість прикомандирування представників Україна кабінету військового міністра та Генштабу. Формування українських військ має здійснюватися під контролем Тимчасового Уряду.

## III Універсал
7 листопада (20 — за новим стилем) 1917 — проголосив Українську Народну Республіку (УНР), формально не пориваючи федеративних зв'язків з Росією, і демократичні принципи: свободу слова, друку, віровизнання, зборів, союзів, страйків, недоторканність особи й помешкання; оголосив національну автономію для меншин (росіян, поляків, євреїв), скасував смертну кару, а також право приватної власності на землю й визнав її власністю всього народу без викупу, установив 8-годинний робочий день, оголосив реформу місцевого самоврядування, визначив 9 січня 1918 днем виборів до Українських Установчих Зборів, які мали бути скликані 22 січня 1918.

### Умови
1. Україна проголошується Українською Народною Республікою, не відділяючись від Росії;
2. До установчих зборів в Україні вся влада належить УЦР та Генеральному Секретаріату;
3. Скасовується право приватної власності на землю;
4. УЦР починає мирні переговори з Німеччиною та її союзниками;
5. Впроваджуються демократичні свободи: свобода мови, свобода друку та ін.;
6. Запроваджується 8 годинний робочий день;
7. Встановлюється державний контроль над виробництвом;
8. На грудень призначаються вибори до всеукраїнських установчих зборів.
9. Судова реформа.
10. Амністія політичних в'язнів.

## IV Універсал
9 січня (22 січня за новим стилем) 1918 — проголосив УНР «самостійною, ні від кого не залежною, вільною суверенною державою українського народу», а виконавчий орган, Генеральний Секретаріат — Радою Народних Міністрів. Він замінив постійну армію міліцією, доручив провести вибори народних рад — волосних, повітових і місцевих, установив монополію торгівлі, контроль над банками, підтвердив закон про передачу землі селянам без викупу, прийнявши за основу скасування власності і соціалізацію землі. Доручив Раді Народних Міністрів продовжувати розпочаті переговори з Центральними державами і довести до підписання миру; закликав усіх громадян УНР до боротьби з більшовиками.

### Умови
1. УНР проголошується незалежною, вільною суверенною державою українського народу;
2. З усіма сусідніми країнами УНР прагне жити у мирі та злагоді;
3. Влада в Україні належить народу України, від імені якого, допоки не зберуться українські Установчі збори, буде правити ЦР;
4. Піддано жорстокій критиці політику більшовиків, яка веде до громадянської війни;
5. УЦР зобов'язується вести боротьбу проти прибічників більшовиків в Україні;
6. УЦР зобов'язувалась негайно почати мирні переговори з Німеччиною;
7. УЦР планує провести земельну реформу в інтересах селян;
8. Держава має встановити контроль над торгівлею та банками

III і IV Універсали поставлено на голосування членами Малої Ради, чим надано їм значення законопроєктів.
Директорія УНР не зберегла практику оголошення Універсалів. Замість Універсалів почали видавати декларації.
Після жовтневої революції в Петрограді, на території України більшовики встановили радянську владу в деяких прифронтових містах, почалася громадянська війна між прихильниками радянської влади і прихильниками Тимчасового уряду. Спочатку Центральна Рада займала нейтральну позицію, але незабаром приступила до активних дій і змогла встановити свою владу на більшій частині України. У листопаді верховенство влади Центральної Ради визнали Київський, Катеринославський, Одеський, Полтавський комітети РСДРП(б), ряд Рад робітничих і солдатських депутатів міст України, всі селянські Ради.
Продовжуючи свою державотворчу лінію, Українська Центральна Рада (УЦР) 7 (20) листопада 1917 затвердила III Універсал, в якому проголосила Українську Народну Республіку (УНР) у складі федерації вільних народів, формально не пориваючи федеративних зв'язків з Росією, і демократичні принципи: свободу слова, печатки, віросповідання, зборів, союзів, страйків, недоторканність особи і житла; оголосила національну автономію для меншостей (росіян, поляків, євреїв), скасувала смертну кару, як і право приватної власності на землю й визнав її власністю всього народу без викупу, встановила 8-годинний робочий день, оголосила реформу місцевого самоврядування. Під владу Центральної Ради переходить 9 губерній: Київська, Подільська, Волинська, Чернігівська, Полтавська, Харківська, Катеринославська, Херсонська і Таврійська (без Криму). Долю деяких суміжних з Росією областей і губерній (Курщина, Холмщина, Воронежчина тощо) передбачалося вирішити в майбутньому.
На грудень призначалися вибори у Всеукраїнське Установчі Збори, до обрання якого вся влада належала Центральній Раді та Генеральному Секретаріату.
Однак Україна все ще не претендувала на абсолютний суверенітет, позаяк передбачалося, що жовтневі події в Петрограді — це змова, яка незабаром буде ліквідована. На території України залишалися в силі всі закони, постанови і розпорядження Тимчасового Уряду, якщо вони не були скасовані Центральною Радою або Генеральним секретаріатом. Залишалися всі колективні урядові установи і всі чиновники, призначені Тимчасовим Урядом до майбутніх змін в законодавстві Української Народної Республіки.